# Eleição municipal de São Vicente (São Paulo) em 2020
A eleição municipal de São Vicente em 2020 foi o 18.º pleito eleitoral realizado na história do município. O 1.º turno ocorreu em 15 de novembro, porém como nenhuma das candidaturas a prefeito alcançou a maioria absoluta dos votos válidos, um inédito 2.º turno ocorreu duas semanas depois, em 29 de novembro, com os dois candidatos mais votados. Isso deve-se ao fato de que Limeira possui mais de 200 000 eleitores registrados e aptos ao voto e, dessa forma, atende ao critério eleitoral definido pelo inciso II do artigo n.º 29 da Constituição Federal para a realização de um 2.º turno caso a disputa eleitoral não tenha sido decidida na etapa anterior de votação.
Originalmente, o 1.º turno estava previsto para ocorrer em 4 de outubro, porém acabou adiado para 15 de novembro por determinação da Emenda Constitucional n.º 107/2020, aprovada pelo Congresso Nacional e sancionada pelo presidente da República à época Jair Bolsonaro (PSL), em razão do agravamento da pandemia de COVID-19 no Brasil.
Segundo dados do Tribunal Superior Eleitoral, 252 146 eleitores compunham o eleitorado vicentino apto a eleger 1 prefeito, 1 vice-prefeito e 15 vereadores para a Câmara Municipal em 2020.

## Candidaturas oficiais
| Candidaturas deferidas pelo TSE para a disputa eleitoral | Candidaturas deferidas pelo TSE para a disputa eleitoral | Candidaturas deferidas pelo TSE para a disputa eleitoral | Candidaturas deferidas pelo TSE para a disputa eleitoral | Candidaturas deferidas pelo TSE para a disputa eleitoral | Candidaturas deferidas pelo TSE para a disputa eleitoral | Candidaturas deferidas pelo TSE para a disputa eleitoral                                                               | Candidaturas deferidas pelo TSE para a disputa eleitoral |
| N.º                                                      | N.º                                                      | Candidato(a) a prefeito(a)                               | Candidato(a) a prefeito(a)                               | Candidato(a) a vice-prefeito(a)                          | Candidato(a) a vice-prefeito(a)                          | Coligação | Situação                                                 |
| -------------------------------------------------------- | -------------------------------------------------------- | -------------------------------------------------------- | -------------------------------------------------------- | -------------------------------------------------------- | -------------------------------------------------------- | --- | -------------------------------------------------------- |
|                                                          | 13                                                       |                                                          | Anália (PT)                                              |                                                          | Rui Elizeu (PSOL)                                        | O Futuro de São Vicente é o Povo quem faz PT / PSOL                                                                    | Não eleito                                               |
|                                                          | 15                                                       |                                                          | Pedro Gouvêa (MDB)                                       |                                                          | Prof.ª Lurdinha (PSB)                                    | São Vicente pra Frente MDB / PSB / Republicanos / Progressistas / PDT / PSL / PSC / PL / PMN / PTC / PV / PCdoB / PROS | Não eleito                                               |
|                                                          | 19                                                       |                                                          | Kayo Amado (Podemos)                                     |                                                          | Sandra Conti da Costa (DEM)                              | A Esperança da Mudança Podemos / DEM / Avante                                                                          | Eleito                                                   |
|                                                          | 28                                                       |                                                          | Mônica Batalha (PRTB)                                    |                                                          | Coronel Chiarelli (PRTB)                                 | partido isolado | Não eleito                                               |
|                                                          | 45                                                       |                                                          | Solange Freitas (PSDB)                                   |                                                          | Gil dos Santos (PSDB)                                    | partido isolado | Não eleito                                               |
|                                                          | 55                                                       |                                                          | Luiz Carlos Gianelli (PSD)                               |                                                          | Renato Guerra (PSD)                                      | partido isolado | Não eleito                                               |
|                                                          | 77                                                       |                                                          | Valquírio Martins (Solidariedade)                        |                                                          | César Praxedes (Solidariedade)                           | partido isolado | Não eleito                                               |

## Pesquisas eleitorais

### 1.º turno

#### Intenções de voto
| Data de realização          | Data de divulgação     | Instituto de pesquisa | Registro no TSE | Eleitores entrevistados | Margem de erro | Candidatos         | Candidatos        | Candidatos             | Candidatos             | Candidatos  | Candidatos            | Candidatos                 | Brancos e nulos | Não sabem/Não responderam |
| Data de realização          | Data de divulgação     | Instituto de pesquisa | Registro no TSE | Eleitores entrevistados | Margem de erro | Pedro Gouvêa (MDB) | Kayo Amado (PODE) | Solange Freitas (PSDB) | Valquírio Martins (SD) | Anália (PT) | Mônica Batalha (PRTB) | Luiz Carlos Gianelli (PSD) | Brancos e nulos | Não sabem/Não responderam |
| --------------------------- | ---------------------- | --------------------- | --------------- | ----------------------- | -------------- | ------------------ | ----------------- | ---------------------- | ---------------------- | ----------- | --------------------- | -------------------------- | --------------- | ------------------------- |
| 3 a 4 de agosto de 2020     | 6 de agosto de 2020    | Badra Comunicação     | SP–08899/2020   | 1 500                   | ±2,5%          | 24,7%              | 22,5%             | 13,7%                  | 2,7%                   | 1,2%        | 1,1%                  | 0,5%                       | 24,0%           | 9,6%                      |
| 23 a 24 de setembro de 2020 | 24 de setembro de 2020 | Badra Comunicação     | SP–01047/2020   | 1 500                   | ±2,5%          | 26,2%              | 23,8%             | 23,2%                  | 0,9%                   | 1,2%        | 1,9%                  | 0,5%                       | 13,6%           | 8,7%                      |
| 28 a 29 de outubro de 2020  | 29 de outubro de 2020  | Badra Comunicação     | SP–08706/2020   | 1 500                   | ±2,5%          | 28,7%              | 26,6%             | 22,7%                  | 0,5%                   | 1,2%        | 0,7%                  | 1,0%                       | 13,2%           | 5,4%                      |
| 9 a 10 de novembro de 2020  | 10 de novembro de 2020 | Badra Comunicação     | SP–04174/2020   | 1 500                   | ±2,5%          | 25,9%              | 30,7%             | 21,5%                  | 1,9%                   | 1,5%        | 0,8%                  | 0,7%                       | 10,0%           | 7,0%                      |

#### Índices de rejeição
| Data de realização          | Data de divulgação     | Instituto de pesquisa | Registro no TSE | Eleitores entrevistados | Margem de erro | Candidatos         | Candidatos        | Candidatos  | Candidatos             | Candidatos             | Candidatos            | Candidatos                 | Rejeita todos | Não sabem/Não responderam |
| Data de realização          | Data de divulgação     | Instituto de pesquisa | Registro no TSE | Eleitores entrevistados | Margem de erro | Pedro Gouvêa (MDB) | Kayo Amado (PODE) | Anália (PT) | Valquírio Martins (SD) | Solange Freitas (PSDB) | Mônica Batalha (PRTB) | Luiz Carlos Gianelli (PSD) | Rejeita todos | Não sabem/Não responderam |
| --------------------------- | ---------------------- | --------------------- | --------------- | ----------------------- | -------------- | ------------------ | ----------------- | ----------- | ---------------------- | ---------------------- | --------------------- | -------------------------- | ------------- | ------------------------- |
| 3 a 4 de agosto de 2020     | 6 de agosto de 2020    | Badra Comunicação     | SP–08899/2020   | 1 500                   | ±2,5%          | 17,1%              | 3,0%              | 2,2%        | 2,0%                   | 1,9%                   | 0,7%                  | 0,4%                       | 62,5%         | 10,2%                     |
| 23 a 24 de setembro de 2020 | 24 de setembro de 2020 | Badra Comunicação     | SP–01047/2020   | 1 500                   | ±2,5%          | 17,8%              | 3,1%              | 3,1%        | 1,4%                   | 2,1%                   | 0,5%                  | 0,6%                       | 63,9%         | 7,5%                      |
| 28 a 29 de outubro de 2020  | 29 de outubro de 2020  | Badra Comunicação     | SP–08706/2020   | 1 500                   | ±2,5%          | 20,7%              | 3,9%              | 4,0%        | 1,9%                   | 3,1%                   | 0,9%                  | 0,7%                       | 59,0%         | 5,8%                      |
| 9 a 10 de novembro de 2020  | 10 de novembro de 2020 | Badra Comunicação     | SP–04174/2020   | 1 500                   | ±2,5%          | 36,4%              | 9,3%              | 6,3%        | 6,4%                   | 6,1%                   | 3,4%                  | 2,8%                       | 16,8%         | 12,5%                     |

## Debates eleitorais

### 1.º turno
| Data de realização     | Organizador(es)  | Mediador(a)  | Candidatos        | Candidatos             | Candidatos         | Candidatos  | Candidatos            | Candidatos                 | Candidatos             |
| Data de realização     | Organizador(es)  | Mediador(a)  | Kayo Amado (PODE) | Solange Freitas (PSDB) | Pedro Gouvêa (MDB) | Anália (PT) | Mônica Batalha (PRTB) | Luiz Carlos Gianelli (PSD) | Valquírio Martins (SD) |
| ---------------------- | ---------------- | ------------ | ----------------- | ---------------------- | ------------------ | ----------- | --------------------- | -------------------------- | ---------------------- |
| 5 de novembro de 2020  | Santa Cecília TV | Irineu Alves | Presente          | Presente               | Presente           | Presente    | Presente              | Presente                   | Presente               |
| 11 de novembro de 2020 | TV Tribuna       | Tony Lamers  | Presente          | Presente               | Presente           | Presente    | Presente              | Presente                   | Presente               |

### 2.º turno
| Data de realização     | Organizador(es)  | Mediador(a)  | Candidatos        | Candidatos             |
| Data de realização     | Organizador(es)  | Mediador(a)  | Kayo Amado (PODE) | Solange Freitas (PSDB) |
| ---------------------- | ---------------- | ------------ | ----------------- | ---------------------- |
| 24 de novembro de 2020 | Santa Cecília TV | Irineu Alves | Presente          | Presente               |
| 27 de novembro de 2020 | TV Tribuna       | Tony Lamers  | Presente          | Presente               |

## Resultados eleitorais

### Poder Executivo
A candidata Solange Freitas (PSDB) e o candidato Kayo Amado (Podemos) foram os dois candidatos mais votados no 1.º turno, porém como ambos não alcançaram a maioria absoluta dos votos válidos registrados, prosseguiram com a disputa pela chefia do Poder Executivo municipal para o 2.º turno. Na etapa seguinte de votação, verificou-se uma virada eleitoral: Kayo Amado (Podemos), que terminou em 2.º lugar na etapa anterior com 33,95% dos votos válidos contra os 41,47% obtidos por Solange Freitas (PSDB), sagrou-se vencedor do pleito ao conquistar 90 876 votos, o equivalente a 56,30% dos votos válidos. Seu mandato à frente da Prefeitura de São Vicente teve início em 1 de janeiro de 2021 e foi concluído em 31 de dezembro de 2024.
| Candidatos a prefeito(a)   | Candidatos a prefeito(a)          | Candidato a vice-prefeito(a)   | 1.º turno      | 1.º turno   | 2.º turno      | 2.º turno   |
| Candidatos a prefeito(a)   | Candidatos a prefeito(a)          | Candidato a vice-prefeito(a)   | Total de votos | Porcentagem | Total de votos | Porcentagem |
| -------------------------- | --------------------------------- | ------------------------------ | -------------- | ----------- | -------------- | ----------- |
|                            | Kayo Amado (Podemos)              | Sandra Conti da Costa (DEM)    | 55 307         | 33,95%      | 90 876         | 56,30%      |
|                            | Solange Freitas (PSDB)            | Gil dos Santos (PSDB)          | 67 558         | 41,47%      | 70 526         | 43,70%      |
|                            | Pedro Gouvêa (MDB)                | Prof.ª Lurdinha (PSB)          | 30 717         | 18,86%      | –              | –           |
|                            | Anália (PT)                       | Rui Elizeu (PSOL)              | 3 591          | 2,20%       | –              | –           |
|                            | Mônica Batalha (PRTB)             | Coronel Chiarelli (PRTB)       | 1 987          | 1,22%       | –              | –           |
|                            | Luiz Carlos Gianelli (PSD)        | Renato Guerra (PSD)            | 1 897          | 1,16%       | –              | –           |
|                            | Valquírio Martins (Solidariedade) | César Praxedes (Solidariedade) | 1 837          | 1,13%       | –              | –           |
| Total de votos válidos     | Total de votos válidos            | Total de votos válidos         | 162 894        | 162 894     | 161 402        | 161 402     |
| Votos apurados             |                                   |                                |                |             |                |             |
| Votos válidos              | Votos válidos                     | Votos válidos                  | 162 894        | 90,01%      | 161 402        | 94,01%      |
| Votos em branco            | Votos em branco                   | Votos em branco                | 7 195          | 3,98%       | 3 342          | 1,95%       |
| Votos nulos                | Votos nulos                       | Votos nulos                    | 10 881         | 6,01%       | 6 940          | 4,04%       |
| Total de votos apurados    | Total de votos apurados           | Total de votos apurados        | 180 970        | 180 970     | 171 684        | 171 684     |
| Participação do eleitorado |                                   |                                |                |             |                |             |
| Comparecimentos            | Comparecimentos                   | Comparecimentos                | 180 970        | 71,77%      | 171 684        | 68,09%      |
| Abstenções                 | Abstenções                        | Abstenções                     | 71 176         | 28,23%      | 80 462         | 31,91%      |
| Total de eleitores aptos   | Total de eleitores aptos          | Total de eleitores aptos       | 252 146        | 252 146     | 252 146        | 252 146     |
| Fonte: g1                  |                                   |                                |                |             |                |             |

### Poder Legislativo
Foi a partir desta eleição municipal que passou a vigorar as novas regras do processo eleitoral contidas na Emenda Constitucional n.º 97/2017, que determinou o fim das coligações partidárias nos pleitos para cargos proporcionais (vereadores, deputados estaduais e distritais e deputados federais). Desse modo, pela primeira vez nas eleições municipais de 2020, os candidatos a vereador somente poderão disputar o cargo por meio de chapa única dentro do partido pelo qual estão filiados.
No sistema proporcional, pelo qual são eleitos os vereadores, o voto dado a um candidato é primeiro considerado para o partido ao qual ele é filiado. O total de votos de um partido é que define quantas cadeiras ele terá. Definidas as cadeiras, os candidatos mais votados do partido são chamados a ocupá-las. Abaixo encontram-se os candidatos a vereador eleitos, reeleitos e os que ficaram como suplentes para a 18.ª legislatura, iniciada em 1 de janeiro de 2021 e concluída em 31 de dezembro de 2024.
| N.º   | Candidato(a)               | Partido político | Votos obtidos | Porcentagem | Situação      |
| ----- | -------------------------- | ---------------- | ------------- | ----------- | ------------- |
| 19555 | Jefferson Cezarolli        | Podemos          | 3 178         | 2,01%       | Eleito(a)     |
| 40640 | Dr. Palmieri               | PSB              | 3 091         | 1,95%       | Reeleito(a)   |
| 22222 | Tiago Peretto              | PL               | 3 053         | 1,93%       | Eleito(a)     |
| 10123 | Benevan Souza              | Republicanos     | 2 821         | 1,78%       | Eleito(a)     |
| 25777 | Adilson da Farmácia        | DEM              | 2 594         | 1,64%       | Reeleito(a)   |
| 11663 | Rodrigo Digão              | Progressistas    | 2 572         | 1,62%       | Eleito(a)     |
| 40333 | Jhony Sasaki               | PSB              | 2 458         | 1,55%       | Eleito(a)     |
| 15678 | Dercinho Negão do Caminhão | MDB              | 2 455         | 1,55%       | Reeleito(a)   |
| 45645 | Higor Ferreira             | PSDB             | 2 317         | 1,46%       | Reeleito(a)   |
| 17123 | Wagner Cabeça              | PSL              | 2 243         | 1,42%       | Não eleito(a) |
| 40123 | Castelinho                 | PSB              | 2 215         | 1,40%       | Suplente      |
| 17777 | Dr. Eduardo Oliveira       | PSL              | 2 201         | 1,39%       | Não eleito(a) |
| 11050 | Felipe Rominha             | Progressistas    | 2 167         | 1,37%       | Reeleito(a)   |
| 17190 | Sargento Barreto           | PSL              | 2 085         | 1,32%       | Não eleito(a) |
| 15111 | Dr. José Eduardo Doca      | MDB              | 2 066         | 1,30%       | Suplente      |
| 25888 | Prof.º Thiago Alexandre    | DEM              | 2 044         | 1,29%       | Eleito(a)     |
| 19699 | Jatobá                     | Podemos          | 2 038         | 1,29%       | Eleito(a)     |
| 15777 | Wilson Cardoso             | MDB              | 2 010         | 1,27%       | Suplente      |
| 40553 | Perivaldo do Gás           | PSB              | 1 885         | 1,19%       | Suplente      |
| 40620 | Alexandre Rodrigues        | PSB              | 1 830         | 1,16%       | Suplente      |
| 90123 | Alfredo Moura              | PROS             | 1 819         | 1,15%       | Reeleito(a)   |
| 22123 | Jabá                       | PL               | 1 737         | 1,10%       | Reeleito(a)   |
| 19900 | Dr. Marco Antonelli        | Podemos          | 1 726         | 1,09%       | Suplente      |
| 11011 | Professor Nando            | Progressistas    | 1 596         | 1,01%       | Suplente      |
| 17456 | Cocão                      | PSL              | 1 569         | 0,99%       | Não eleito(a) |
| 22999 | Edu Teles                  | PL               | 1 462         | 0,92%       | Suplente      |
| 40612 | Paulinho Alfaiate          | PSB              | 1 455         | 0,92%       | Não eleito(a) |
| 45100 | Edinho Ferrugem            | PSDB             | 1 365         | 0,86%       | Eleito(a)     |